# José Luis López Peinado
José Luis López Peinado (født 21. maj 1943 i Tétouan, Spansk Marokko) er en spansk tidligere fodboldspiller (forsvarer).
José Luis spillede fire kampe for det spanske landshold. På klubplan var han i ni år tilknyttet Real Madrid, og vandt fem spanske mesterskaber og tre Copa del Rey-titler med klubben.

## Titler
La Liga'
- 1968, 1969, 1972, 1975 og 1976 med Real Madrid

Copa del Generalísimo
- 1970, 1974 og 1975 med Real Madrid